# (500524) 2012 TO308
(500524) 2012 TO308 es un asteroide perteneciente al cinturón de asteroides, descubierto el 14 de septiembre de 2006 por el equipo del Catalina Sky Survey desde el Catalina Sky Survey, Arizona, Estados Unidos.

## Designación y nombre
Designado provisionalmente como 2012 TO308.

## Características orbitales
2012 TO308 está situado a una distancia media del Sol de 3,130 ua, pudiendo alejarse hasta 3,796 ua y acercarse hasta 2,465 ua. Su excentricidad es 0,212 y la inclinación orbital 15,92 grados. Emplea 2023,31 días en completar una órbita alrededor del Sol.

## Características físicas
La magnitud absoluta de 2012 TO308 es 16,2. 